# 塞拉阿苏尔-迪米纳斯
塞拉阿苏尔-迪米纳斯是巴西米纳斯吉拉斯州的一个市镇。总面积222.706平方公里，总人口4307人，人口密度19.3人/平方公里。